# Ara šedolící
Ara šedolící, nazývaný také ara horský (Primolius couloni) je papouškovitý pták náležící do rodu Primolius. Popsal jej Philip Lutley Sclater roku 1876. Sdílí blízkou příbuznost s dalšími ptáky z rodu: arou žlutokrkým (Primolius auricollis) a arou marakanou (Primolius maracana).

## Výskyt
Ara šedolící obývá oblast o rozloze asi 555 000 km2 rozprostírající se mezi Bolívií (severozápad), Brazílií (západ) a Peru (východ). K životu dávají tito papoušci přednost okrajům vlhkých nížinných stálezelených lesů, oblastech kolem řek či mýtinám, přizpůsobili se i životu v blízkosti lidského osídlení. Lze je nalézt jak v oblastech položených ve vyšší nadmořské výšce až o 1 550 metrech, tak v nížinatých částech areálu.

## Popis
Tento středně velký druh papouška měří asi 41 cm a váží 207 až 294 gramů. Tělo je zbarveno odstíny zelené, která na spodní straně ocasu a křídel přechází do žlutozelené. Vrchní strana křídel je částečně modrá a barva vrchní strany ocasu se pohybuje mezi hnědou a červenou. Nad tímto zbarvením těla vyniká modrá hlava s šedým obličejem, který nepokrývá peří. Zobák je šedý, střední velikosti, oči u dospělců žluté, u mladých exemplářů šedivé. Jedná se společně s délkou ocasu a barvou zobáku o rozlišovací znaky, pomocí kterých lze jinak podobně juvenilní ptáky odlišit od dospělců.

## Chování
O chování ary šedolícího nebylo zjištěno dostatečné množství informací. Bylo objeveno, že je geofágem – konzumuje hlínu, což je u ptáků velmi neobvyklé, skladba běžné potravy však nebyla zjištěna. V zajetí je krmen semeny, zeleninou (například mrkev), ovocem (jako jablky či hruškami) či listy. Ozývá se zvuky „graaa“ a tvoří malé skupinky o dvou až třech ptácích. Období rozmnožování připadá pravděpodobně na říjen až duben. Samice klade do hnízda mezi třemi až čtyřmi vejci, na nichž sedí asi 26 dní, ze kterých se poté vylíhnou mláďata. Ta jsou okolo dubna viděna v přítomnosti dospělých.

## Status
Mezinárodní svaz ochrany přírody považuje tento druh za zranitelný taxon s malou (maximálně okolo 70 000 jedinců) klesající populací. Problémem je převážně lov pro obchod se zvířaty společně s nízkým reprodukčním potenciálem; naopak hrozba ztráty přirozeného prostředí byla k roku 2017 stále poměrně malá. Úmluva o mezinárodním obchodu s ohroženými druhy volně žijících živočichů a rostlin zařazuje tento druh do první přílohy a jsou navržena některá ochranná opatření, například výzkum velikosti populací a jejich monitoring či snaha o zvýšení místního povědomí ohledně dopadů nadměrného lovu na populace ptáků.